# (30809) 1990 EO8
(30809) 1990 EO8 là một tiểu hành tinh vành đai chính. Nó được phát hiện bởi Henri Debehogne ở Đài thiên văn La Silla ở Chile ngày 7 tháng 3 năm 1990.